# Стефан Кудельський
Стефан Кудельський (27 серпня 1931 — 26 січня 2013) — польський аудіоінженер, відомий створенням серії професійних аудіореєстраторів Nagra.

## Життя та кар'єра
Стефан Кудельський народився у Варшаві  27 серпня 1931 року в родині  інженера. У вересні 1939 року сім'я залишила Польщу під час нацистсько-німецької та радянської навали на Польщу. Вони втекли до Румунії, потім переїхали до Угорщини і далі до Франції. Коли німці окупували південну Францію Віші, сім'я втекла до Швейцарії в 1943 році. Він навчався у Швейцарському федеральному технологічному інституті в Лозанні і побудував там свій перший магнітофон, як студентський проект. Магнітофон повинен був керувати верстатом, але був достатньо хорошим для запису звуку.

## Відкриття
- 1951 - Кудельський побудував свій перший магнітофон «Награ»
- 1957 - запущений Nagra III, транзисторний магнітофон з електронним регулюванням швидкості
- Нагороди

## Нагороди
За свою кар'єру Кудельський отримав багато нагород:
- Нагороди Академії: наукова або технічна премія (1965, 1977 та 1978)
- Премія Гордона Е. Сойєра (1990)
- Нагороди Еммі (1984 та 1986) [4]
- Золоті медалі від Л. Уорнера, AES (1984), Lyra та Eurotechnica.

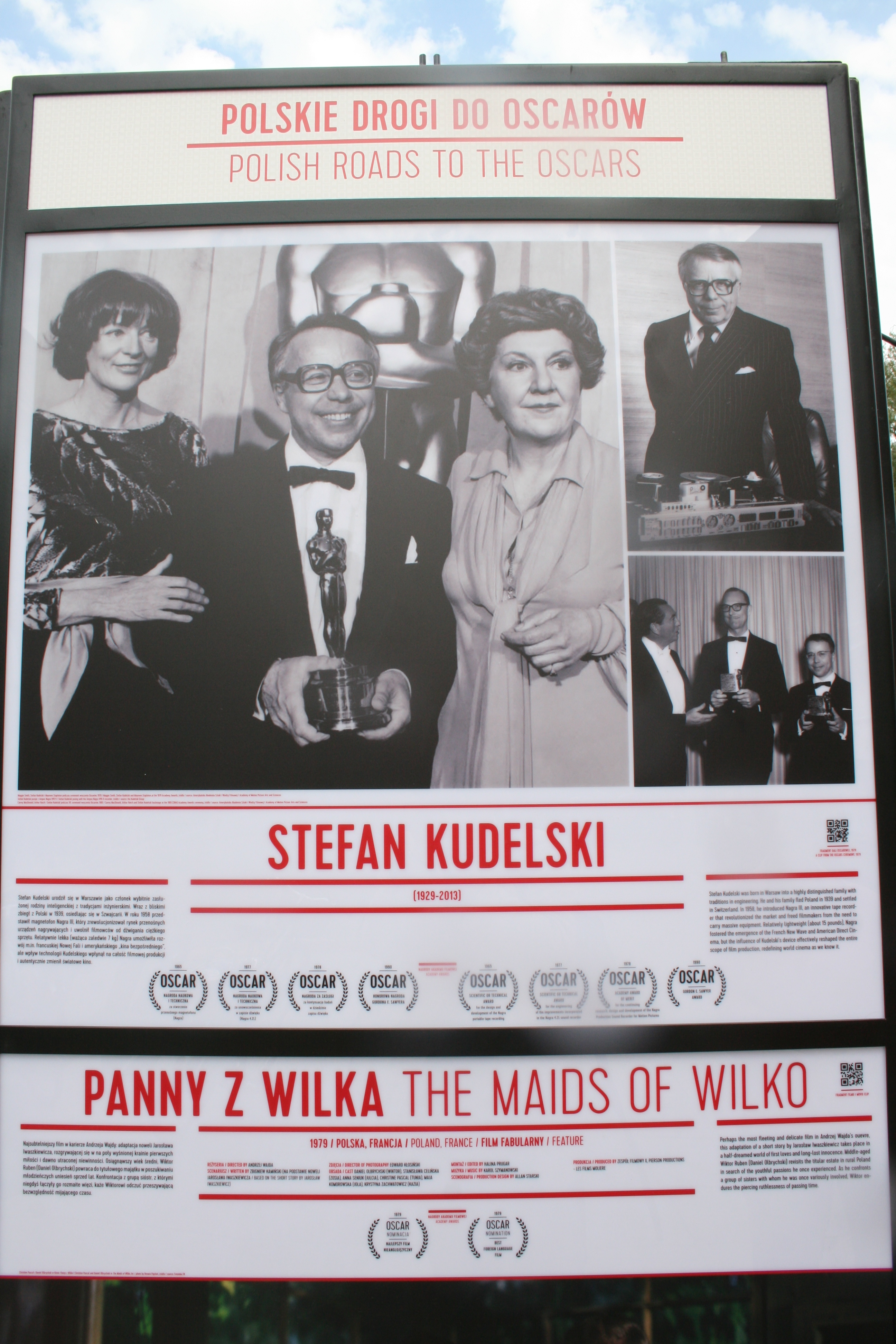
Фото Кудельського, який отримує одного з дуже багатьох своїх "Оскарів"

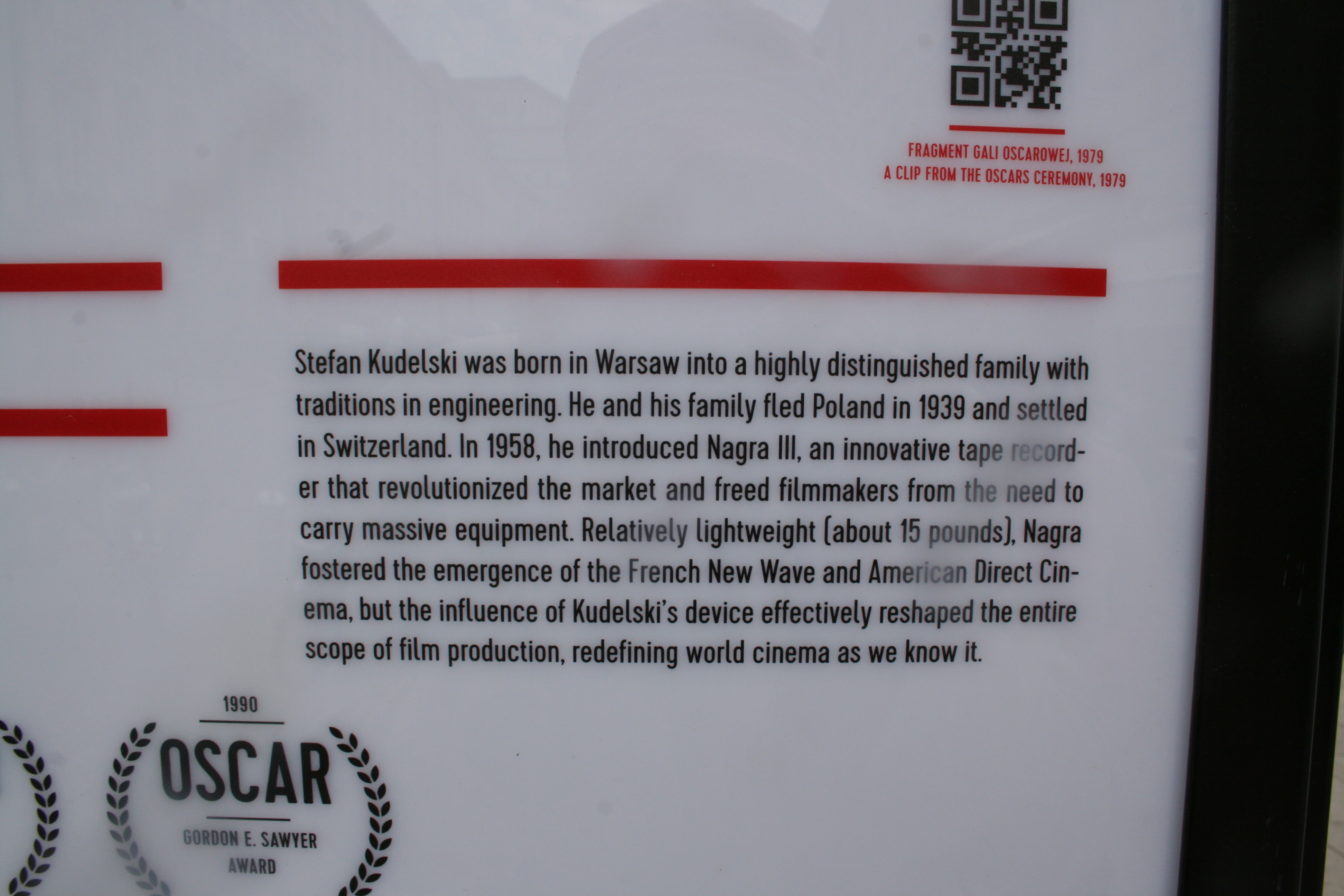
Детальний опис на пам'ятнику.

Стефан Кудельський пішов у відставку в 1991 році, а його син Андре став  головою та генеральним директор групи Кудельських.
Він помер 26 січня 2013 року в Лозанні, Швейцарія.
 